# Bang Yeol
Bang Yeol (방열?; 10 ottobre 1941) è un ex cestista e allenatore di pallacanestro sudcoreano.

## Carriera
Da giocatore con la Corea del Sud ha disputato i Giochi di Tokyo 1964.
Da allenatore ha guidato la Corea del Sud ai Giochi di Seul 1988.